# Algosinho
Algosinho es una freguesia portuguesa del municipio de Mogadouro, con 6,95 km² de superficie y 40 habitantes (2001). Su densidad de población es de 5,75 hab/km².